# Oktjabr'skij rajon (Oblast' di Kursk)
L'Oktjabr'skij rajon (in russo Октябрьский район?) è un rajon dell'Oblast' di Kursk, nella Russia europea; il capoluogo è Prjamicyno. Istituito nel 1970, ricopre una superficie di 628 chilometri quadrati e consta di una popolazione di circa 23.800 abitanti.